# Thomas Gargrave (chevalier)
Thomas Gargrave (mort en 1428) est un chevalier anglais, Master-General of the Ordnance et maréchal de l'armée d'Henri VI d'Angleterre en France. Il est tué au siège d'Orléans aux côtés de Thomas Montaigu.
Édouard Hall affirme que le 26 octobre 1428, un canon explose et détruit la tour d'observation où Gargarve et Montaigu sont postés. Gargrave décède deux jours plus tard, suivi de Montaigu qui succombe à ses blessures le 3 novembre. La vie de Gargrave est commémorée par William Shakespeare dans Henry VI (première partie), à la scène 4 de l'Acte I.

## Famille
Le père de Thomas Gagrave, John Gargrave, était lui aussi chevalier et Master-General of the Ordnance sous Henri V. John est également gouverneur du roi en France. La mère de Thomas Gargrave était une fille de William Scargil, esquire. Thomas Gargrave n'a pas de descendants.